# Coca-Cola Blāk
Coca-Cola Blāk was een frisdrank met koffie-extract die door Coca-Cola in 2006 is geïntroduceerd. De drank werd eerst geïntroduceerd in Frankrijk, waarna de Verenigde Staten en Canada volgden. Met Blāk hoopte Coca-Cola een meer volwassen markt aan te spreken.  
Blāk werd in de Verenigde Staten gelanceerd in april 2006, en in Canada op 29 augustus 2006.  Het product is met een premium prijspositionering in de markt gezet, vergelijkbaar met dat van energiedranken.
De Amerikaanse versie van Coca-Cola Blāk werd gezoet met glucose-fructosestroop, aspartaam en acesulfaam-K. In de Franse en Canadese versies van Coca-Cola Blāk was de glucose-fructosestroop vervangen door suiker.
Een smaaktest van het Amerikaanse Consumer Reports gaf aan dat de Franse versie minder zoet was en meer koffiesmaak bevatte dan de Amerikaanse versie.
De Amerikaanse en Canadese versies werden verkocht in kleine glazen flessen die lijken op de klassieke fles waar Coca-Cola om bekend geworden is, en die zijn voorzien van een hersluitbare plastic dop. De Franse versie had daarentegen een verpakking die van aluminium wordt gemaakt en qua vorm lijkt op een wijnfles.
De productie van Coca-Cola Blāk is in de Verenigde Staten en Canada begin 2007 beëindigd. In 2008 werd de verkoop van het product helemaal stopgezet.